# آق تبة (كاسان)
آق تبة هي بلدة في مقاطعة كاسان في ولاية قشقداريا في أوزبكستان.